# Championnats d'Europe d'athlétisme en salle 1981
Navigation
Les 12e championnats d'Europe d'athlétisme en salle ont eu lieu du 21 au 22 février 1981 à Grenoble.

## Podiums

### Hommes
| Épreuves         | Or                                 | Argent                           | Bronze                           |
| 50 m             | Marian Woronin 5 s 65              | Vladimir Muravyov 5 s 76         | Andrey Shlyapnikov 5 s 77        |
| 400 m            | Andreas Knebel 46 s 52             | Martin Weppler 46 s 88           | Stefano Malinverni 46 s 96       |
| 800 m            | Herbert Wursthorn 1 min 47 s 70    | András Paróczai 1 min 47 s 73    | Antonio Páez 1 min 48 s 31       |
| 1 500 m          | Thomas Wessinghage 3 min 42 s 64   | Uwe Becker 3 min 43 s 02         | Mirosław Żerkowski 3 min 44 s 32 |
| 3 000 m          | Alexandre Gonzalez 7 min 22 s 71   | Evgeni Ignatov N/A               | Valeriy Abramov N/A              |
| 50 m haies       | Arto Bryggare 6 s 47               | Javier Moracho 6 s 48            | Guy Drut 6 s 54                  |
| 5 000 m marche   | Hartwig Gauder 19 min 08 s 59 (CR) | Maurizio Damilano 19 min 13 s 90 | Gérard Lelièvre 19 min 55 s 02   |
| Saut en hauteur  | Roland Dalhäuser 2,28 m            | Carlo Thränhardt 2,25 m          | Dietmar Mögenburg 2,25 m         |
| Saut à la perche | Thierry Vigneron 5,70 m            | Aleksandr Krupskiy 5,65 m        | Jean-Michel Bellot 5,65 m        |
| Saut en longueur | Rolf Bernhard 8,01 m               | Antonio Corgos 7,97 m            | Shamil Abbyasov 7,95 m           |
| Triple saut      | Shamil Abbyasov 17,30 m (CR)       | Klaus Kübler 16,73 m             | Aston Moore 16,73 m              |
| Lancer du poids  | Reijo Ståhlberg 19,88 m            | Luc Viudès 19,41 m               | Zlatan Saracevic 19,40 m         |

### Femmes
| Épreuves         | Or                                 | Argent                           | Bronze                          |
| 50 m             | Sofka Popova 6 s 17                | Linda Haglund 6 s 17             | Marita Koch 6 s 19              |
| 400 m            | Jarmila Kratochvílová 50 s 07 (CR) | Natalya Bochina 52 s 32          | Verona Elder 52 s 37            |
| 800 m            | Hildegard Ullrich 2 min 00 s 94    | Svetla Zlateva 2 min 01 s 37     | Nikolina Shtereva 2 min 02 s 50 |
| 1 500 m          | Agnese Possamai 4 min 07 s 49      | Valentina Ilyinykh 4 min 08 s 17 | Lyubov Smolka 4 min 08 s 64     |
| 50 mètres haies  | Zofia Bielczyk 6 s 74              | Maria Kemenchezhi 6 s 80         | Tatyana Anisimova 6 s 81        |
| Saut en hauteur  | Sara Simeoni 1,97 m (CR)           | Elżbieta Krawczuk 1,94 m         | Urszula Kielan 1,94 m           |
| Saut en longueur | Karin Hänel 6,77 m (CR)            | Sigrid Heimann 6,66 m            | Jasmin Fischer 6,65 m           |
| Lancer du poids  | Ilona Slupianek 20,77 m            | Helena Fibingerová 20,64 m       | Helma Knorscheidt 20,12 m       |

## Résultats détaillés

### 50 m
| Rang | Pays             | Athlète             | Temps  |
| ---- | ---------------- | ------------------- | ------ |
| 1    | Pologne          | Marian Woronin      | 5 s 65 |
| 2    | Union soviétique | Vladimir Muravyov   | 5 s 76 |
| 3    | Union soviétique | Andrey Shlyapnikov  | 5 s 77 |
| 4    | France           | Antoine Richard     | 5 s 78 |
| 5    | France           | Philippe Le Joncour | 5 s 79 |
| 6    | Royaume-Uni      | Selwyn Clarke       | 5 s 82 |

| Rang | Pays               | Athlète          | Temps  |
| ---- | ------------------ | ---------------- | ------ |
| 1    | Bulgarie           | Sofka Popova     | 6 s 17 |
| 2    | Suède              | Linda Haglund    | 6 s 17 |
| 3    | Allemagne de l'Est | Marita Koch      | 6 s 19 |
| 4    | Allemagne de l'Est | Ingrid Auerswald | 6 s 20 |
| 5    | Union soviétique   | Olga Korotkova   | 6 s 22 |
| 6    | Royaume-Uni        | Wendy Hoyte      | 6 s 30 |

### 400 m
| Rang | Pays                 | Athlète            | Temps   |
| ---- | -------------------- | ------------------ | ------- |
| 1    | Allemagne de l'Est   | Andreas Knebel     | 46 s 52 |
| 2    | Allemagne de l'Ouest | Martin Weppler     | 46 s 88 |
| 3    | Italie               | Stefano Malinverni | 46 s 96 |
| 4    | France               | Paul Bourdin       | 47 s 69 |

| Rang | Pays             | Athlète               | Temps   |
| ---- | ---------------- | --------------------- | ------- |
| 1    | Tchécoslovaquie  | Jarmila Kratochvílová | 50 s 07 |
| 2    | Union soviétique | Natalya Bochina       | 52 s 32 |
| 3    | Royaume-Uni      | Verona Elder          | 52 s 37 |
| 4    | Autriche         | Karoline Käfer        | 52 s 50 |

### 800 m
| Rang | Pays                 | Athlète            | Temps         |
| ---- | -------------------- | ------------------ | ------------- |
| 1    | Allemagne de l'Ouest | Herbert Wursthorn  | 1 min 47 s 70 |
| 2    | Hongrie              | András Paróczai    | 1 min 47 s 73 |
| 3    | Espagne              | Antonio Paez       | 1 min 48 s 31 |
| 4    | Allemagne de l'Est   | Andreas Busse      | 1 min 48 s 82 |
| 5    | Allemagne de l'Est   | Detlef Wagenknecht | 1 min 48 s 87 |
| 6    | Allemagne de l'Ouest | Thomas Wilking     | 1 min 49 s 49 |

| Rang | Pays               | Athlète               | Temps         |
| ---- | ------------------ | --------------------- | ------------- |
| 1    | Allemagne de l'Est | Hildegard Ullrich     | 2 min 00 s 94 |
| 2    | Bulgarie           | Svetla Zlateva        | 2 min 01 s 37 |
| 3    | Bulgarie           | Nikolina Shtereva     | 2 min 02 s 50 |
| 4    | Royaume-Uni        | Kirsty McDermott      | 2 min 02 s 88 |
| 5    | Belgique           | Anne-Marie Van Nuffel | 2 min 05 s 37 |
| 6    | Espagne            | Montserrat Pujol      | 2 min 06 s 13 |

### 1 500 m
| Rang | Pays                 | Athlète             | Temps         |
| ---- | -------------------- | ------------------- | ------------- |
| 1    | Allemagne de l'Ouest | Thomas Wessinghage  | 3 min 42 s 64 |
| 2    | Allemagne de l'Ouest | Uwe Becker          | 3 min 43 s 02 |
| 3    | Pologne              | Miroslaw Zerkowski  | 3 min 44 s 32 |
| 4    | Allemagne de l'Ouest | Peter Belger        | 3 min 44 s 89 |
| 5    | Espagne              | José Manuel Abascal | 3 min 45 s 08 |
| 6    | Hongrie              | László Toth         | 3 min 45 s 34 |

| Rang | Pays             | Athlète            | Temps         |
| ---- | ---------------- | ------------------ | ------------- |
| 1    | Italie           | Agnese Possamai    | 4 min 07 s 49 |
| 2    | Union soviétique | Valentina Ilyinykh | 4 min 08 s 17 |
| 3    | Union soviétique | Lyubov Smolka      | 4 min 08 s 64 |
| 4    | Bulgarie         | Vanya Gospodinova  | 4 min 10 s 13 |
| 5    | Danemark         | Dorthe Rasmussen   | 4 min 16 s 50 |
| 6    | Royaume-Uni      | Gillian Dainty     | 4 min 25 s 34 |

### 3 000 m
| Rang | Pays                 | Athlète            | Temps |
| ---- | -------------------- | ------------------ | ----- |
| 1    | France               | Alexandre Gonzalez | -     |
| 2    | Bulgarie             | Evengi Ignatov     | -     |
| 3    | Union soviétique     | Valleriy Abramov   | -     |
| 4    | France               | Francis González   | -     |
| 5    | Allemagne de l'Ouest | Christoph Herle    | -     |
| 6    | Autriche             | Robert Nemeth      | -     |

### 50 m haies
| Rang | Pays                 | Athlète          | Temps  |
| ---- | -------------------- | ---------------- | ------ |
| 1    | Finlande             | Arto Bryggare    | 6 s 47 |
| 2    | Espagne              | Javier Moracho   | 6 s 48 |
| 3    | France               | Guy Drut         | 6 s 54 |
| 4    | Bulgarie             | Plamen Krastev   | 6 s 62 |
| 5    | Union soviétique     | Yuriy Chervanyev | 6 s 62 |
| 6    | Allemagne de l'Ouest | Hans-Gerd Klein  | 6 s 71 |

| Rang | Pays                 | Athlète           | Temps  |
| ---- | -------------------- | ----------------- | ------ |
| 1    | Pologne              | Zofia Bielczyk    | 6 s 74 |
| 2    | Union soviétique     | María Kemenchezhi | 6 s 80 |
| 3    | Union soviétique     | Tatyana Anisimova | 6 s 81 |
| 4    | Allemagne de l'Ouest | Silvia Kempin     | 6 s 84 |
| 5    | Bulgarie             | Lidya Gusheva     | 6 s 89 |
| 6    | Hongrie              | Xenia Siska       | 7 s 02 |

### Saut en hauteur
| Rang | Pays                 | Athlète            | Hauteur |
| ---- | -------------------- | ------------------ | ------- |
| 1    | Suisse               | Roland Dalhäuser   | 2,28 m  |
| 2    | Allemagne de l'Ouest | Carlo Thränhardt   | 2,25 m  |
| 3    | Allemagne de l'Ouest | Dietmar Mögenburg  | 2,25 m  |
| 4    | Union soviétique     | Vladimir Granenkov | 2,25 m  |
| 5    | France               | Franck Bonnet      | 2,19 m  |
| 6    | Suède                | Stefan Karlsson    | 2,19 m  |

| Rang | Pays                 | Athlète           | Hauteur |
| ---- | -------------------- | ----------------- | ------- |
| 1    | Italie               | Sara Simeoni      | 1,97 m  |
| 2    | Pologne              | Elzbieta Krawczuk | 1,94 m  |
| 3    | Pologne              | Urszula Kielan    | 1,94 m  |
| 4    | Allemagne de l'Ouest | Ulrike Meyfarth   | 1,88 m  |
| 5    | Allemagne de l'Ouest | Jasmin Fischer    | 1,88 m  |
| 6    | Hongrie              | Emese Béla        | 1,85 m  |

### Saut en longueur
| Rang | Pays                 | Athlète            | Longueur |
| ---- | -------------------- | ------------------ | -------- |
| 1    | Suisse               | Rolf Bernhard      | 8,01 m   |
| 2    | Espagne              | Antonio Corgos     | 7,97 m   |
| 3    | Union soviétique     | Shamil Abbyasov    | 7,95 m   |
| 4    | Hongrie              | Lázló Szalma       | 7,90 m   |
| 5    | Allemagne de l'Ouest | Joachim Busse      | 7,72 m   |
| 6    | Bulgarie             | Kristyan Apostolov | 7,69 m   |

| Rang | Pays                 | Athlète           | Longueur |
| ---- | -------------------- | ----------------- | -------- |
| 1    | Allemagne de l'Ouest | Karin Hänel       | 6,77 m   |
| 2    | Allemagne de l'Est   | Sigrid Heimann    | 6,66 m   |
| 3    | Allemagne de l'Ouest | Jasmin Fischer    | 6,65 m   |
| 4    | Union soviétique     | Tatyana Skachko   | 6,60 m   |
| 5    | Allemagne de l'Ouest | Christina Sussiek | 6,60 m   |
| 6    | Danemark             | Lena Humlebaek    | 6,40 m   |

### Saut à la perche
| Rang | Pays             | Athlète            | Hauteur |
| ---- | ---------------- | ------------------ | ------- |
| 1    | France           | Thierry Vigneron   | 5,70m   |
| 2    | Union soviétique | Aleksandr Krupskiy | 5,65m   |
| 3    | France           | Jean-Michel Bellot | 5,65m   |
| 4    | Belgique         | Patrick Desruelles | 5,60m   |
| 5    | Pologne          | Mariusz Klimczyk   | 5,55m   |
| 6    | France           | Philippe Houvion   | 5,55m   |

### Triple saut
| Rang | Pays                 | Athlète              | Longueur |
| ---- | -------------------- | -------------------- | -------- |
| 1    | Union soviétique     | Shamil Abbyasov      | 17,30 m  |
| 2    | Allemagne de l'Ouest | Klaus Kübler         | 16,73 m  |
| 3    | Royaume-Uni          | Aston Moore          | 16,73 m  |
| 4    | Allemagne de l'Ouest | Peter Bouschen       | 16,61 m  |
| 5    | France               | Bernard Lamitié      | 16,50 m  |
| 6    | Union soviétique     | Aleksandr Beskrovnyi | 16,46 m  |

### Lancer du poids
| Rang | Pays            | Athlète            | Distance |
| ---- | --------------- | ------------------ | -------- |
| 1    | Finlande        | Reijo Ståhlberg    | 19,88 m  |
| 2    | France          | Luc Viudès         | 19,41 m  |
| 3    | Yougoslavie     | Zlatan Saracevic   | 19,40 m  |
| 4    | Italie          | Alessandro Andrei  | 19,34 m  |
| 5    | Tchécoslovaquie | Remigius Machura   | 19,22 m  |
| 6    | Islande         | Hreinn Halldorsson | 19,13 m  |

| Rang | Pays               | Athlète            | Distance |
| ---- | ------------------ | ------------------ | -------- |
| 1    | Allemagne de l'Est | Ilona Slupianek    | 20,77 m  |
| 2    | Tchécoslovaquie    | Helena Fibingerová | 20,64 m  |
| 3    | Allemagne de l'Est | Helma Knorscheidt  | 20,12 m  |
| 4    | Union soviétique   | Nunu Abashidze     | 18,50 m  |
| 5    | Royaume-Uni        | Venissa Head       | 17,65 m  |
| 6    | Grèce              | Soultana Saroudi   | 17,44 m  |

### Marche 5 000 m
| Rang | Pays               | Athlète           | Points         |
| ---- | ------------------ | ----------------- | -------------- |
| 1    | Allemagne de l'Est | Hartwig Gauder    | 19 min 08 s 59 |
| 2    | Italie             | Maurizio Damilano | 19 min 13 s 90 |
| 3    | France             | Gérard Lelièvre   | 19 min 55 s 02 |
| 4    | Italie             | Giorgio Damilano  | 20 min 31 s 97 |
| 5    | France             | Dominique Guebey  | 20 min 41 s 25 |
| 6    | France             | Pascal Lenglart   | 21 min 41 s 37 |

## Tableau des médailles
| Rang | Pays                 | Or | Argent | Bronze | Total |
| ---- | -------------------- | -- | ------ | ------ | ----- |
| 1    | Allemagne de l'Ouest | 3  | 4      | 2      | 9     |
| 2    | Allemagne de l'Est   | 3  | 1      | 2      | 6     |
| 3    | Pologne              | 2  | 1      | 2      | 5     |
| 3    | France               | 2  | 1      | 2      | 5     |
| 5    | Italie               | 2  | 0      | 1      | 3     |
| 6    | Finlande             | 2  | 0      | 0      | 2     |
| 6    | Suisse               | 2  | 0      | 0      | 2     |
| 8    | Union soviétique     | 1  | 5      | 5      | 11    |
| 9    | Bulgarie             | 1  | 2      | 1      | 4     |
| 10   | Tchécoslovaquie      | 1  | 1      | 0      | 2     |
| 11   | Espagne              | 0  | 2      | 1      | 3     |
| 12   | Suède                | 0  | 1      | 0      | 1     |
| 12   | Hongrie              | 0  | 1      | 0      | 1     |
| 14   | Royaume-Uni          | 0  | 0      | 2      | 2     |
| 15   | Yougoslavie          | 0  | 0      | 1      | 1     |

## Légende
- RM : Record du monde
- RE : Record d'Europe
- RC : Record des championnats
- RN : Record national